# Bushmaster Firearms International
A Bushmaster Firearms International, LLC, com sede em Carson City, Nevada, Estados Unidos, é uma fabricante e distribuidora de armas de fogo. A linha de produtos da empresa gira em torno das variantes pistola semiautomática e fuzil semiautomático do modelo M4 / AR-15.

## História
A Bushmaster Firearms era uma empresa em Bangor, Maine, que veio a falência e foi comprada por Richard Dyke em 1976 e mudou-se para Windham, Maine. De acordo com um jornal de Maine, mais tarde foi vendido por Dyke para a Cerberus, enquanto a Krause Publications diz que antes disso, ela foi adquirida pela Quality Products Company, em 1990.
Dyke venderia o negócio em 2006 por 70 milhões de dólares para Cerberus Capital Management. A empresa tornou-se parte do Freedom Group, de propriedade da Cerberus Capital Management, em abril de 2006.
Em dezembro de 2010, o Freedom Group anunciou que as operações na instalação de Windham, Maine, cessariam em março de 2011. A Windham Weaponry foi fundada pelos ex-proprietários da Bushmaster em 2011 em Windham, Maine, para "colocar as pessoas do Maine que perderam seus empregos, de volta ao trabalho" quando a Bushmaster se mudou para fora do estado em março de 2011.
Depois do processo de falência da Remington Outdoor Company em 2020, a Franklin Armory Holdings, Inc. adquiriu os direitos sobre a marca Bushmaster e alguns ativos relacionados e em seguida os vendeu à Crotalus Holdings Inc.
Em agosto de 2021, a Bushmaster anunciou que estava de volta sob nova administração e em nova sede em Carson City, NV e retornariam à produção dos modelos  da linha XM15-E2S, 450 Bushmaster, AR e BA50.

### Descontinuada
A Bushmaster Arm Pistol foi produzida de 1977 a 1990. O Bushmaster M17S é um fuzil semiautomático estilo bullpup que foi fabricado pela Bushmaster de 1992 a 2005. O BAR-10 foi projetado para competir no mercado de .308 contra os fuzis da série Armalite AR-10 e M1A (Fuzil) Springfield Armory, oferecendo um fuzil de .308 que poderia aceitar os, relativamente baratos, carregadores do FN FAL (métricos e polegadas). Em 2005, a Bushmaster interrompeu a produção de fuzis BAR-10.

## Galeria

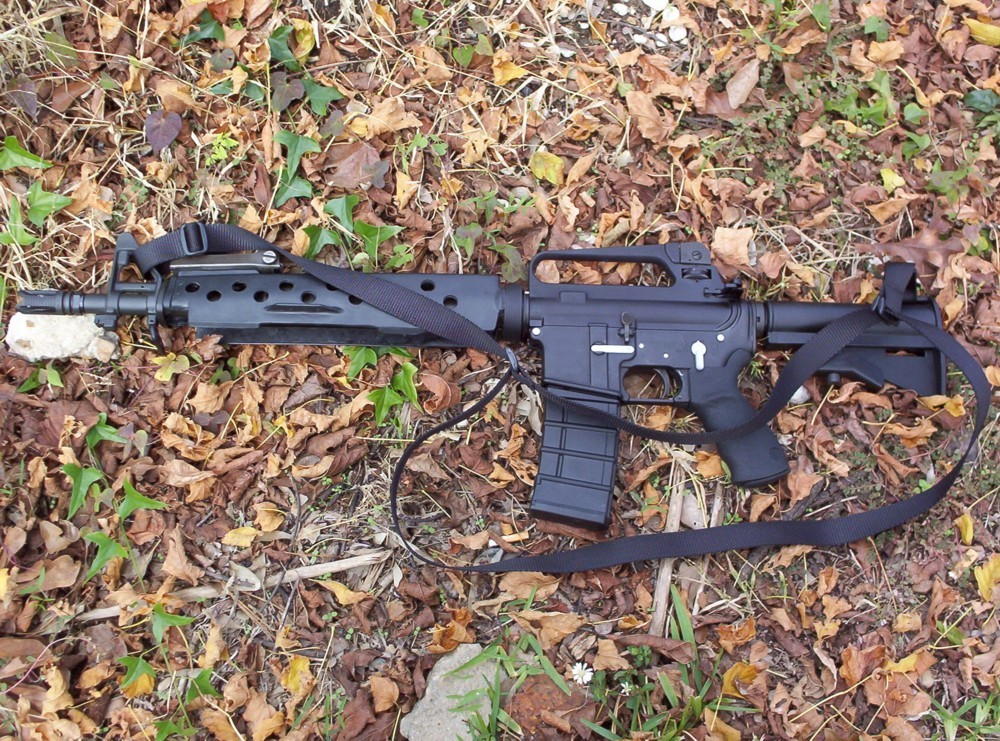
Bushmaster XM15 E2S A2 16in Modelo Dissipador
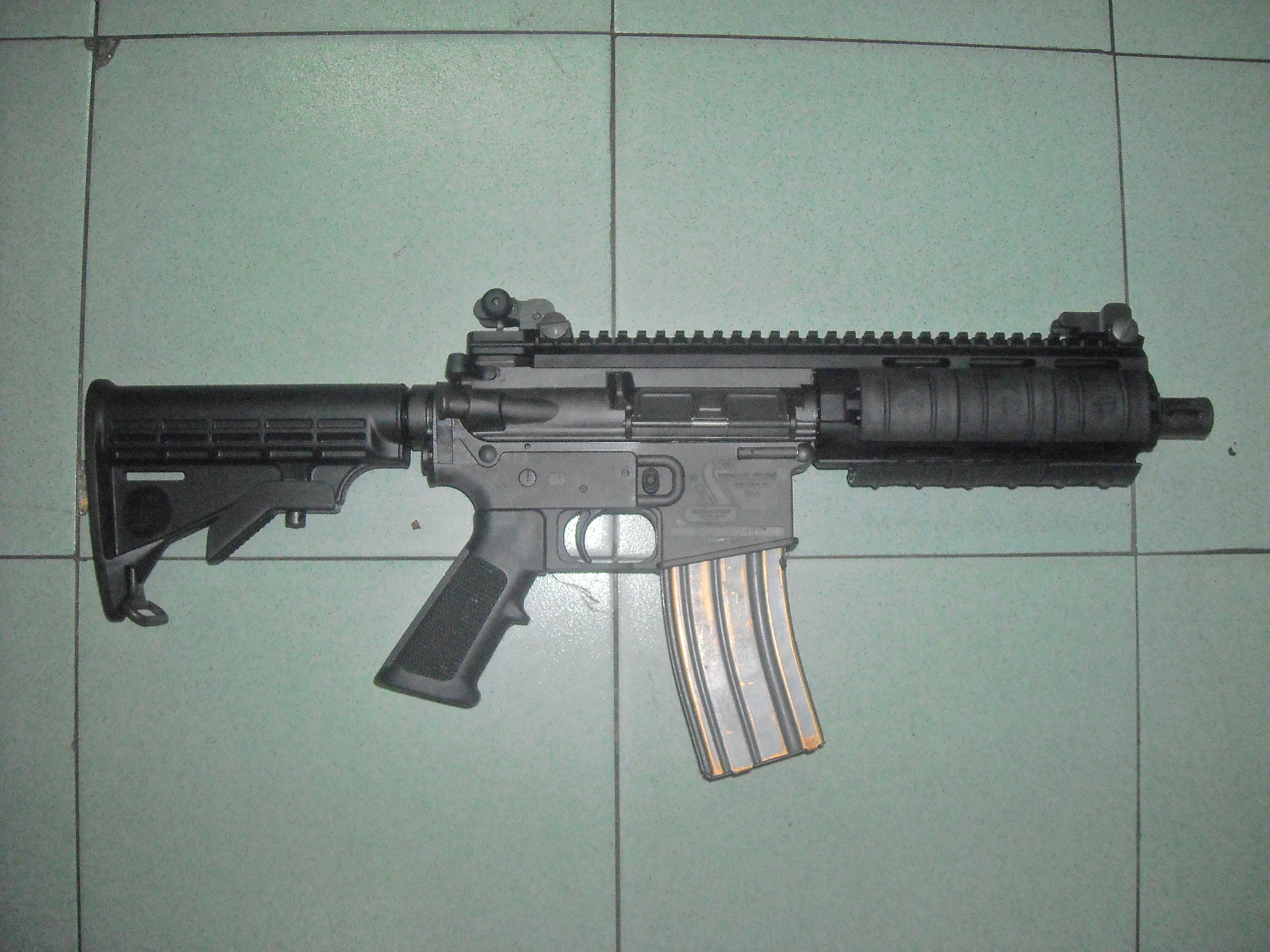
Bushmaster Carbon-15 SBR (cano mais curto)
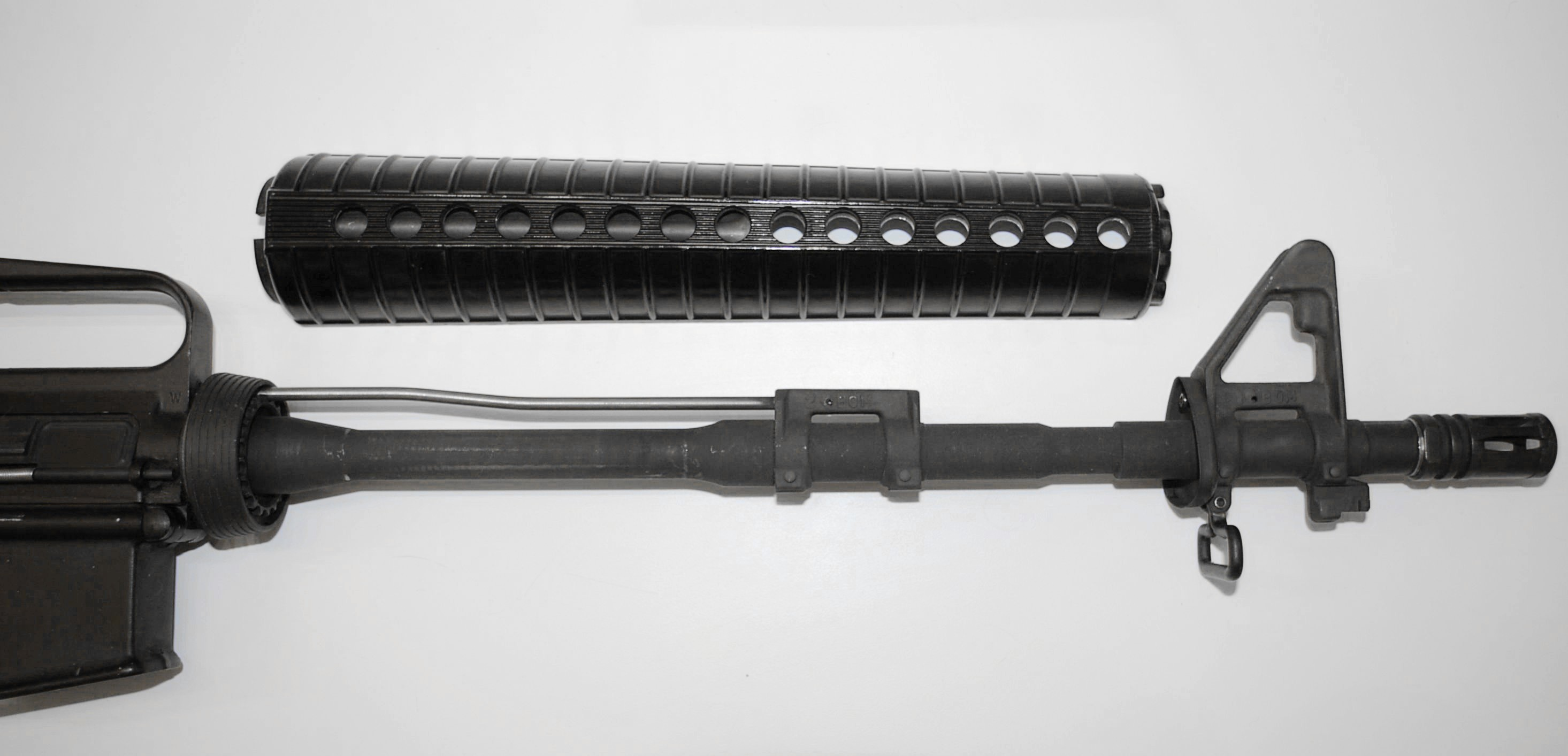
Bushmaster cano dissipador com M16A2 guarda mão
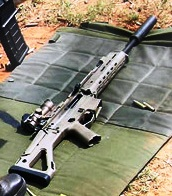
Bushmaster ACR
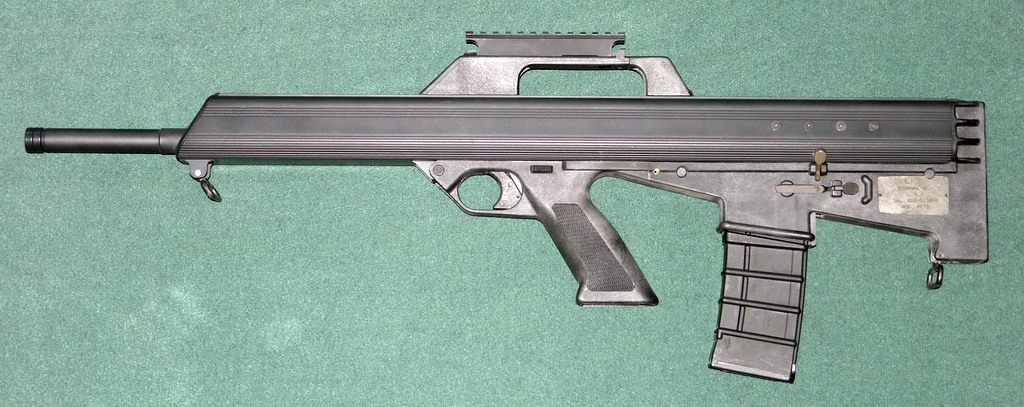
Bushmaster M17S
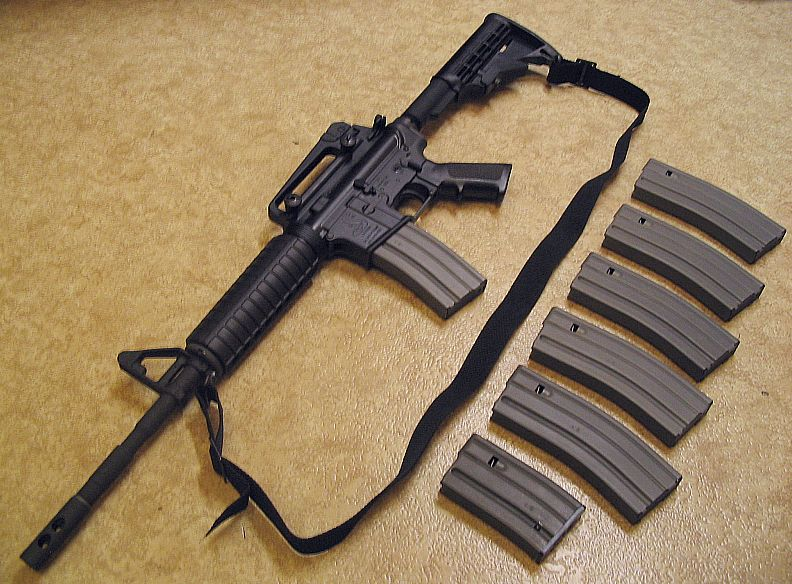
Bushmaster XM15-E2S M4 Estilo Carabina